# Saxifragella
Saxifragella é um género botânico pertencente à família Saxifragaceae.
1. ↑  «Saxifragella — World Flora Online». www.worldfloraonline.org. Consultado em 19 de agosto de 2020